# 1re armée aérienne (Union soviétique)
Pour les articles homonymes, voir 1re armée.
La 1re armée aérienne (russe : 1-я воздушная армия) est une grande unité de la Frontovaya Aviatsiya, (FA) ou aviation du front chargée d'appuyer les unités terrestres de l'Armée rouge, des forces aériennes soviétiques rattachée au troisième front de Biélorussie (front de l'Est). Un de ses commandants fut le colonel-général Timofeï Krioukine. Elle a été constituée le 10 mai 1942 puis renommée 26e armée aérienne le 10 janvier 1949 dans le district militaire de Biélorussie.
Elle a été réorganisée le 1er juillet 1957, demeurant en activité jusqu'en 1998.

## Seconde Guerre mondiale

### Officiers commandants
- Sergueï Kondiakov[3]

### Unités rattachées
En mars 1943, la 303e division aérienne de chasseurs est placée sous les ordres du général Georgi Zakharov, à Mozalsk. Elle comprenait quatre régiments :
- le 139e commandé par le colonel Petrovetz,
- le 523e commandé par le colonel Piltchikov,
- le 9e commandé par le colonel Lavrinenko,
- le 18e « de la Garde »[4] commandé par le colonel Goloubov[5].

En mai 1945, la 1re armée aérienne comprenait :
…
- la 303e division aérienne de chasse (Elbing, province de Prusse-Orientale) incluant :
  - l'escadron de chasse 2/30 des Forces françaises libres Normandie-Nièmen[6].

## Source
- (en) Cet article est partiellement ou en totalité issu de l’article de Wikipédia en anglais intitulé « 1st Air Army » (voir la liste des auteurs).